# São José do Campestre
São José do Campestre is een gemeente in de Braziliaanse deelstaat Rio Grande do Norte. De gemeente telt 11.742 inwoners (schatting 2009).